# 1499

## Родени
- Николо Тарталия, италиански учен
- Хуан Кабрильо, португалски изследовател и пътешественик
- 3 септември – Диана дьо Поатие, френска благородничка